# Wereldkampioenschap superbike van Nürburg 2010
Het wereldkampioenschap superbike van Nürburg 2010 was de elfde ronde van het wereldkampioenschap superbike en het wereldkampioenschap Supersport 2010. De races werden verreden op 5 september 2010 op de Nürburgring nabij Nürburg, Duitsland.

## Superbike

### Race 1
De race werd in de eerste ronde stilgelegd vanwege een ongeluk tussen Leon Haslam en Troy Corser. Later werd de race herstart over de oorspronkelijke afstand van 20 ronden.
| Pos | Nr  | Rijder           | Constructeur | Rondes | Tijd        | Grid | Punten |
| --- | --- | ---------------- | ------------ | ------ | ----------- | ---- | ------ |
| 1   | 65  | Jonathan Rea     | Honda        | 20     | 38:42.640   | 4    | 25     |
| 2   | 7   | Carlos Checa     | Ducati       | 20     | +1.126      | 2    | 20     |
| 3   | 35  | Cal Crutchlow    | Yamaha       | 20     | +10.006     | 10   | 16     |
| 4   | 3   | Max Biaggi       | Aprilia      | 20     | +10.716     | 1    | 13     |
| 5   | 66  | Tom Sykes        | Kawasaki     | 20     | +17.391     | 7    | 11     |
| 6   | 91  | Leon Haslam      | Suzuki       | 20     | +19.301     | 5    | 10     |
| 7   | 111 | Rubén Xaus       | BMW          | 20     | +19.613     | 11   | 9      |
| 8   | 50  | Sylvain Guintoli | Suzuki       | 20     | +19.880     | 3    | 8      |
| 9   | 67  | Shane Byrne      | Ducati       | 20     | +21.176     | 17   | 7      |
| 10  | 99  | Luca Scassa      | Ducati       | 20     | +29.752     | 16   | 6      |
| 11  | 57  | Lorenzo Lanzi    | Ducati       | 20     | +30.156     | 12   | 5      |
| 12  | 5   | Ian Lowry        | Kawasaki     | 20     | +53.622     | 19   | 4      |
| 13  | 95  | Roger Lee Hayden | Kawasaki     | 20     | +58.820     | 18   | 3      |
| 14  | 15  | Matteo Baiocco   | Kawasaki     | 20     | +1:25.906   | 22   | 2      |
| DNF | 33  | Fabrizio Lai     | Honda        | 19     | Uitgevallen | 21   |        |
| DNF | 84  | Michel Fabrizio  | Ducati       | 12     | Uitgevallen | 9    |        |
| DNF | 41  | Noriyuki Haga    | Ducati       | 8      | Ongeluk     | 6    |        |
| DNF | 96  | Jakub Smrž       | Aprilia      | 6      | Ongeluk     | 13   |        |
| DNF | 11  | Troy Corser      | BMW          | 6      | Uitgevallen | 14   |        |
| DNF | 76  | Max Neukirchner  | Honda        | 6      | Uitgevallen | 15   |        |
| DNF | 52  | James Toseland   | Yamaha       | 1      | Ongeluk     | 8    |        |
| DNS | 2   | Leon Camier      | Aprilia      | 0      | Blessure    | 20   |        |

### Race 2
| Pos | Nr  | Rijder           | Constructeur | Rondes | Tijd      | Grid | Punten |
| --- | --- | ---------------- | ------------ | ------ | --------- | ---- | ------ |
| 1   | 41  | Noriyuki Haga    | Ducati       | 20     | 38:43.565 | 6    | 25     |
| 2   | 65  | Jonathan Rea     | Honda        | 20     | +3.061    | 4    | 20     |
| 3   | 91  | Leon Haslam      | Suzuki       | 20     | +8.060    | 5    | 16     |
| 4   | 35  | Cal Crutchlow    | Yamaha       | 20     | +8.457    | 10   | 13     |
| 5   | 3   | Max Biaggi       | Aprilia      | 20     | +9.392    | 1    | 11     |
| 6   | 50  | Sylvain Guintoli | Suzuki       | 20     | +9.556    | 3    | 10     |
| 7   | 66  | Tom Sykes        | Kawasaki     | 20     | +16.819   | 7    | 9      |
| 8   | 52  | James Toseland   | Yamaha       | 20     | +20.564   | 8    | 8      |
| 9   | 111 | Rubén Xaus       | BMW          | 20     | +21.040   | 11   | 7      |
| 10  | 67  | Shane Byrne      | Ducati       | 20     | +21.168   | 17   | 6      |
| 11  | 96  | Jakub Smrž       | Aprilia      | 20     | +21.734   | 13   | 5      |
| 12  | 11  | Troy Corser      | BMW          | 20     | +22.746   | 14   | 4      |
| 13  | 57  | Lorenzo Lanzi    | Ducati       | 20     | +24.526   | 12   | 3      |
| 14  | 99  | Luca Scassa      | Ducati       | 20     | +28.218   | 16   | 2      |
| 15  | 76  | Max Neukirchner  | Honda        | 20     | +38.406   | 15   | 1      |
| 16  | 95  | Roger Lee Hayden | Kawasaki     | 20     | +1:08.039 | 18   |        |
| 17  | 15  | Matteo Baiocco   | Kawasaki     | 20     | +1:21.294 | 22   |        |
| 18  | 33  | Fabrizio Lai     | Honda        | 20     | +1:21.362 | 21   |        |
| 19  | 84  | Michel Fabrizio  | Ducati       | 20     | +1:38.427 | 9    |        |
| DNF | 5   | Ian Lowry        | Kawasaki     | 11     | Ongeluk   | 19   |        |
| DNF | 7   | Carlos Checa     | Ducati       | 9      | Ongeluk   | 2    |        |
| DNS | 2   | Leon Camier      | Aprilia      | 0      | Blessure  | 20   |        |

## Supersport
Gino Rea werd gediskwalificeerd omdat zijn motorfiets niet voldeed aan de technische reglementen.
| Pos | Nr  | Rijder            | Constructeur | Rondes | Tijd              | Grid | Punten |
| --- | --- | ----------------- | ------------ | ------ | ----------------- | ---- | ------ |
| 1   | 50  | Eugene Laverty    | Honda        | 19     | 37:52.893         | 1    | 25     |
| 2   | 54  | Kenan Sofuoğlu    | Honda        | 19     | +5.072            | 2    | 20     |
| 3   | 23  | Broc Parkes       | Kawasaki     | 19     | +15.890           | 3    | 16     |
| 4   | 99  | Fabien Foret      | Kawasaki     | 19     | +16.911           | 7    | 13     |
| 5   | 7   | Chaz Davies       | Triumph      | 19     | +28.380           | 16   | 11     |
| 6   | 25  | David Salom       | Triumph      | 19     | +28.495           | 6    | 10     |
| 7   | 55  | Massimo Roccoli   | Honda        | 19     | +28.578           | 9    | 9      |
| 8   | 51  | Michele Pirro     | Honda        | 19     | +28.787           | 8    | 8      |
| 9   | 44  | Roberto Tamburini | Yamaha       | 19     | +1:02.199         | 14   | 7      |
| 10  | 9   | Danilo Dell'Omo   | Honda        | 19     | +1:19.432         | 18   | 6      |
| 11  | 127 | Robbin Harms      | Honda        | 19     | +1:24.011         | 11   | 5      |
| 12  | 21  | Christian Iddon   | Honda        | 19     | +1:30.504         | 19   | 4      |
| 13  | 117 | Miguel Praia      | Honda        | 19     | +1:51.319         | 15   | 3      |
| 14  | 10  | Imre Tóth         | Honda        | 18     | +1 ronde          | 21   | 2      |
| DNF | 37  | Katsuaki Fujiwara | Kawasaki     | 10     | Uitgevallen       | 4    |        |
| DNF | 14  | Matthieu Lagrive  | Triumph      | 10     | Uitgevallen       | 12   |        |
| DNF | 31  | Vittorio Iannuzzo | Triumph      | 7      | Uitgevallen       | 17   |        |
| DNF | 34  | Ronan Quarmby     | Honda        | 7      | Uitgevallen       | 13   |        |
| DNF | 8   | Bastien Chesaux   | Honda        | 5      | Ongeluk           | 20   |        |
| DNF | 18  | Mark Aitchison    | Honda        | 1      | Ongeluk           | 10   |        |
| DSQ | 4   | Gino Rea          | Honda        | 19     | Gediskwalificeerd | 5    |        |

## Tussenstanden na wedstrijd

### Superbike
| Pos | Nr | Rijder        | Team    | Punten |
| --- | -- | ------------- | ------- | ------ |
| 1   | 3  | Max Biaggi    | Aprilia | 397    |
| 2   | 91 | Leon Haslam   | Suzuki  | 339    |
| 3   | 65 | Jonathan Rea  | Honda   | 288    |
| 4   | 7  | Carlos Checa  | Ducati  | 224    |
| 5   | 35 | Cal Crutchlow | Yamaha  | 217    |

### Supersport
| Pos | Nr | Rijder         | Team     | Punten |
| --- | -- | -------------- | -------- | ------ |
| 1   | 54 | Kenan Sofuoğlu | Honda    | 223    |
| 2   | 50 | Eugene Laverty | Honda    | 211    |
| 3   | 26 | Joan Lascorz   | Kawasaki | 168    |
| 4   | 7  | Chaz Davies    | Triumph  | 137    |
| 5   | 25 | David Salom    | Triumph  | 90     |

1998 · 1999 · 2008 · 2009 · 2010 · 2011 · 2012 · 2013